# عظمت بایماتوف
عظمت بایماتوف (قرقیزی: Азамат Байматов؛ زادهٔ ۳ دسامبر ۱۹۸۹) بازیکن فوتبال اهل قرقیزستان است.
از باشگاه‌هایی که در آن بازی کرده است می‌توان به باشگاه فوتبال ونتسپیلس و باشگاه فوتبال دوردوی بیشکک اشاره کرد.
وی همچنین در تیم ملی فوتبال قرقیزستان بازی کرده است.